# Priolepis dawsoni
 Priolepis dawsoni és una espècie de peix de la família dels gòbids i de l'ordre dels perciformes.

## Morfologia
Els mascles poden assolir els 2,6 cm de longitud total.

## Distribució geogràfica
Es troba des de l'Illa de Trinitat fins al Brasil.